# Ricardo Sá Pinto
Ricardo Manuel Andrade e Silva Sá Pinto (* 10. října 1972 Porto) je bývalý portugalský fotbalista. Nastupoval především jako útočník. Portugalsko reprezentoval v letech 1994–2001, ve 45 zápasech, v nichž vstřelil deset gólů, z toho jeden i na mistrovství Evropy 1996, do sítě Dánska. Krom tohoto šampionátu hrál i na mistrovství Evropy 2000, kde s národním týmem získal bronzovou medaili. Je též stříbrným medailistou z mistrovství Evropy do 21 let z roku 1994. Na klubové úrovni dosáhl největších úspěchů se Sportingem Lisabon, s nímž si zahrál finále Poháru UEFA 2004/05 a stal se portugalským mistrem (2001–02). Působil ve Sportingu v letech 1994–1997 a 2000–2006. Krom toho hrál za Salgueiros (1991–1994), Real Sociedad San Sebastian (1997–2000) a Standard Lutych (2006–2007).
Po skončení hráčské kariéry se stal trenérem, vedl řadu evropských týmu, včetně Sportingu, Crvene Zvezdy Bělehrad, OFI Kréta, Atromitosu Atény, Belenenses, Lutychu, Legie Varšavy a Bragy. Trénoval též v Saúdské Arábii, v roce 2021 působil v Turecku, kde připravoval tým Gaziantep FK. Od ledna 2022 trénuje portugalský Moreirense FC.